# Staromykhaïlivka
 (août 2025).
Staromykhaïlivka (en ukrainien : Старомихайлівка, en russe : Старомихайловка, Staromykhaïlovka) est une commune urbaine de l'est de l'Ukraine, dans l'oblast de Donetsk. Elle comptait en 2022 5091 habitants.

## Géographie
La commune se situe au bord de la rivière Lozova, un petit affluent de la rivière Vovtcha, puis de la Samara, dans le système hydrographique de la rive gauche du fleuve Dniepr. Elle se trouve à 16 kilomètres à l'ouest de la ville Donetsk.